# Am Markt 3 (Wittenburg)

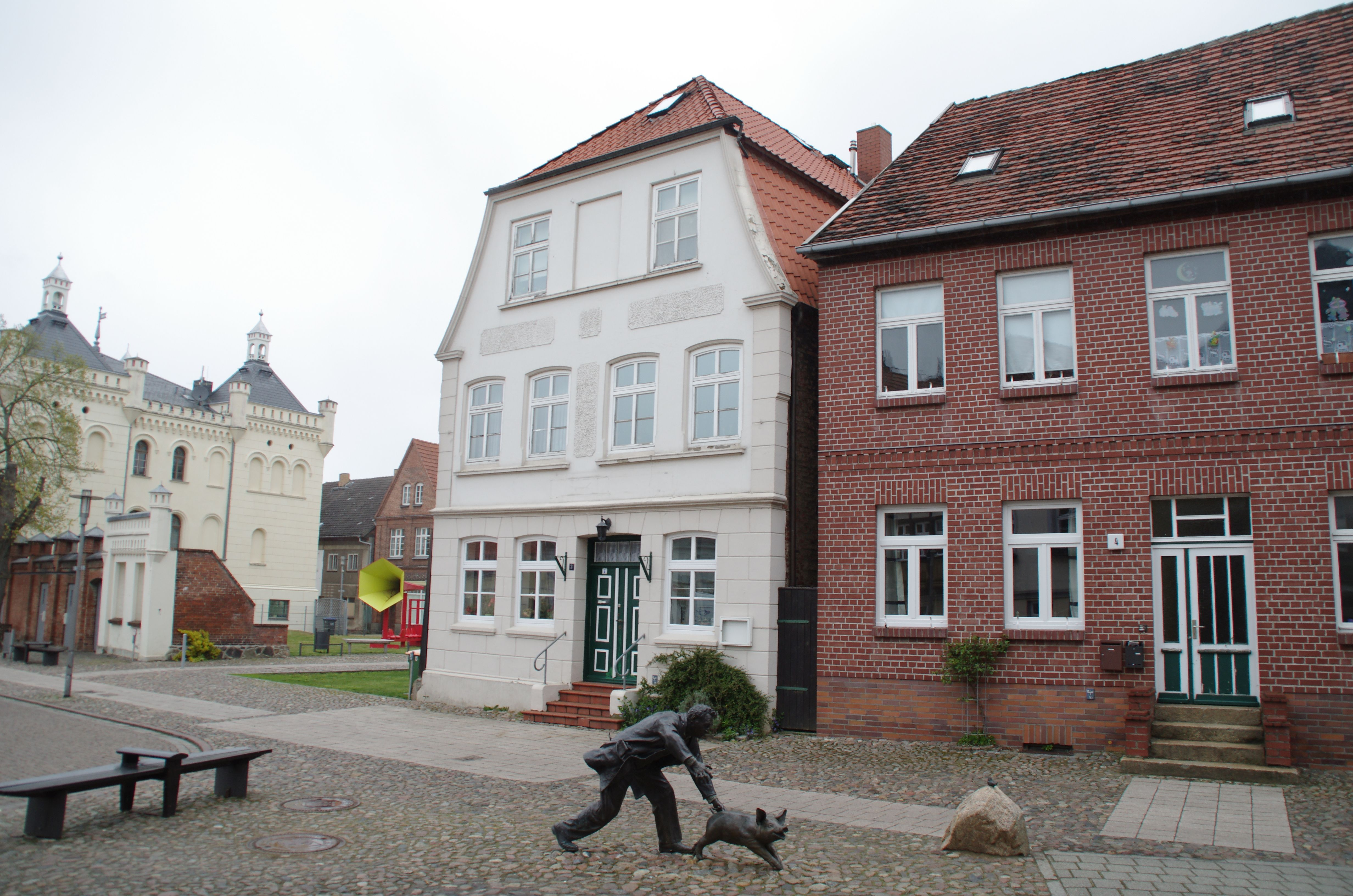

Das Wohnhaus Markt 3 in Wittenburg (Mecklenburg-Vorpommern,) an der Gasse die vom Markt führt, stammt vom 18. Jahrhundert.
Das Gebäude steht unter Denkmalschutz (s. a. Liste der Baudenkmale in Wittenburg).

## Geschichte
Die Stadt Wittenburg mit 6303 Einwohnern (2020) wurde 1194 als provincie erstmals erwähnt und 1230 als civitas (Stadt).
Das zweigeschossige verputzte barocke Eckgebäude mit einem Krüppelwalm- und Mansarddach und einem  klassizistischen Portal wurde im 18. Jahrhundert gebaut.
Das Haus wurde im Rahmen der Städtebauförderung saniert. Vor dem Haus steht die Bronzeskulptur der Wittenburger Glücksfänger zu Wittenburg von Bernd Streiter (Hagenow).